# ヴァレンティン・フェイギン
ヴァレンティン・ヤコヴレヴィチ・フェイギン（ロシア語: Валенти́н Я́ковлевич Фе́йгин, ラテン文字転写: Valentin Yakovlevich Feygin、1934年7月3日 - 1995年2月11日）は、ソビエト連邦のチェロ奏者。

## 略歴
ウクライナのハルキウに生まれ、10歳の時から地元の音楽学校で音楽教育を受けた。1957年にモスクワ音楽院に入学し、セミョン・コゾルポフの下でチェロを学んだ。1957年にモスクワで開かれた世界青年学生祭典のコンクールで優勝を果たし、1961年の全ソ連音楽コンクールでは第3位になった。そして、1962年のチャイコフスキー国際コンクールでは第2位となった。
1963年からピアニストのイーゴリ・ジューコフ、ヴァイオリニストの弟グリゴリー・フェイギンと共にジューコフ・ピアノ三重奏団を結成して活動した。
1995年モスクワにて死去。

## 受賞
- 1983年：ロシア・ソビエト連邦社会主義共和国名誉芸術家。
- 1994年：ロシア人民芸術家。